# Тиосульфат кальция
Тиосульфат кальция — неорганическое соединение,
соль кальция и тиосерной кислоты с формулой CaSO3S,
бесцветные кристаллы,
растворяется в воде,
образует кристаллогидраты.

## Получение
- Кипячением серы и суспензии гидроокиси кальция получают известково-серный отвар:

{\displaystyle {\mathsf {Ca(OH)_{2}+yS\ {\xrightarrow {100^{o}C}}\ CaSO_{3}S+CaS_{x}+H_{2}O}}}

## Физические свойства
Тиосульфат кальция образует бесцветные кристаллы.
Хорошо растворяется в воде,
не растворяется в этаноле.
Образует кристаллогидрат состава CaSO3S•6H2O, кристаллы
триклинной сингонии,
пространственная группа P 1,
параметры ячейки a = 0,58204 нм, b = 0,74391 нм, c = 1,12946 нм, α = 72,537°, β = 81,447°, γ = 87,282°, Z = 2.

## Применение
- Известково-серный отвар используют как фунгицид.